# Tân Tuyến
Tân Tuyến là một xã thuộc huyện Tri Tôn, tỉnh An Giang, Việt Nam.

## Địa lý
Xã Tân Tuyến nằm ở phía đông nam huyện Tri Tôn, có vị trí địa lý:
- Phía đông giáp huyện Thoại Sơn
- Phía tây giáp thị trấn Cô Tô
- Phía nam giáp tỉnh Kiên Giang
- Phía bắc giáp xã Tà Đảnh.

Xã Tân Tuyến có diện tích 83,36 km², dân số năm 2019 là 5.284 người, mật độ dân số đạt 63 người/km².

## Hành chính
Xã Tân Tuyến được chia thành 4 ấp gồm: Tân Bình, Tân Đức, Tân Lập, Tân Lợi.

## Giáo dục

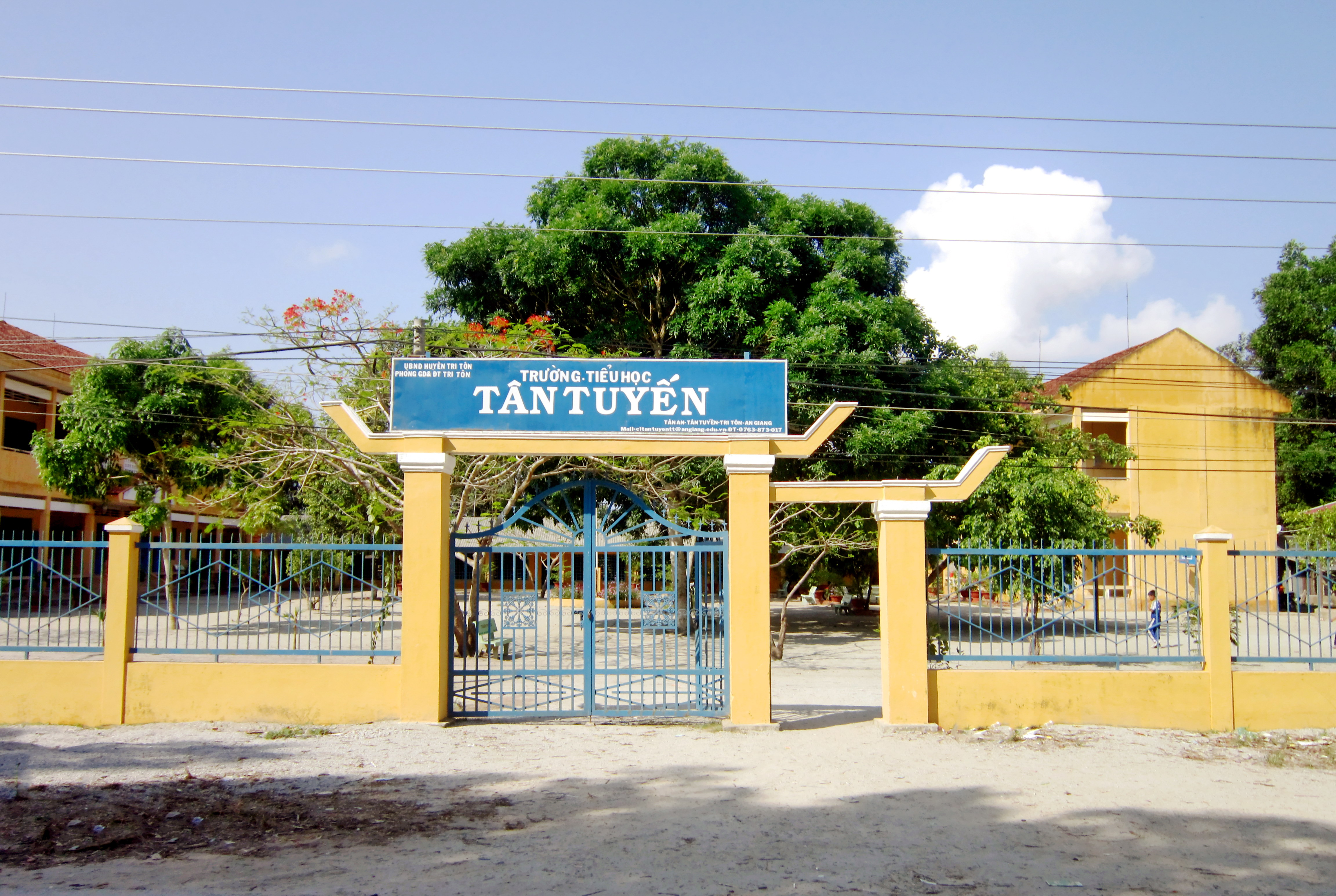
Trường Tiểu học Tân Tuyến bên tỉnh lộ 943

## Giao thông
Tuyến giao thông chính: ĐT.943

## Lịch sử
- Trước đây, Tân Tuyến là một phần của xã Cô Tô, quận Tri Tôn, tỉnh Châu Đốc.
- Quyết định 56-CP[5] ngày 11 tháng 03 năm 1977 của Hội đồng Chính phủ, hợp nhất huyện Tri Tôn và huyện Tịnh Biên thành một huyện lấy tên là huyện Bảy Núi, xã Cô Tô thuộc huyện Bảy Núi.
- Quyết định 181-CP[6] ngày 25 tháng 04 năm 1979 của Hội đồng Chính phủ điều chỉnh địa giới và đổi tên một số xã và thị trấn huyện Bảy Núi thuộc tỉnh An Giang, tách ấp Huệ Đức của xã Cô Tô lập thành một xã mới lấy tên là xã Tân Tuyến.
- Quyết định 300-CP[7] ngày 23 tháng 08 năm 1979 của Hội đồng Bộ trưởng chia chia huyện Bảy Núi thành hai huyện lấy tên là huyện Tri Tôn và huyện Tịnh Biên, xã Tân Tuyến thuộc huyện Tri Tôn cho đến ngày nay.